# BellaNaija
BellaNaija est un site web créé par Uche Pedro, consacré aux styles de vie, aux divertissements et à la mode en Afrique, initialement au Nigeria.

## Historique
BellaNaija est fondé par Uche Ezé, en 2006, sous un pseudonyme, ce site Bella Naija, prenant la suite d’un simple blog. Ce blog était pour elle un passe-temps à la suite de ses études de premier cycle à l'Université de Western Ontario, au Canada, et alors qu’elle cherchait un emploi. À ses débuts, le blog BellaNaija présentait une sélection d’articles de magazines scannés, des photos et des interviews de personnalités de la mode nigériane,.
Mais ce blog étant devenu populaire, elle prend conscience de son potentiel. Le site se métamorpose ensuite en BellaNaija.com, et se construit assez rapidement une audience à la fin des années 2000 et début des années 2010, notamment par la diaspora. BellaNaija a été classé quatrième dans le «Top 10 des sites web de divertissement africains» d'AfricaRanking en 2013. Il a acquis une notorité internationale que traduit par exemple la présence de sa fondatrice en 2017 au tout premier sommet de la Fondation Obama, ou encore la même année à Abidjan aux  Africa Digital Communication Days (Adicom Days).

## Siège social
Le siège de la société se trouve à Lagos, au Nigeria.